# Sébastien Buemi
Sébastien Olivier Buemi (Aigle, cantó de Vaud, Suïssa, 31 d'octubre de 1988) és un pilot d'automobilisme suís. Va ser pilot de Formula 1 per l'escuderia Toro Rosso entre els anys 2009 i 2011 després de passar per la GP2 els anys 2007 i 2008. Actualment corre en la Formula E amb l'escuderia Nissan E.Dams, al Campionat Mundial de Resistència i a les 24 hores de LeMans.

## Inicis fins al 2007
Els seus inicis en l'automobilisme estan en els karts quan el seu pare li va regalar un l'any 1993. Els anys 2004 i 2005 va córrer a la Formula BMW d'Alemanya. L'any 2004 va acabar en tercera posició i l'any 2005 va acabar segon darrere de Sebastian Vettel.
L'any 2006 passa a la Formula 3 Series on acaba en dotzena posició. També participa en el Gran Premi de Macao on acaba en 4ª posició.

## 2007-2008
L'any 2007 continua corrent a la Formula 3 Series on acaba segon al campionat darrere de Romain Grosjean. Els anys 2007 i 2008 també participa en les GP2 Series on acaba en 21º i 6º lloc respectivament. A final de 2007 corre per l'equip Red Bull durant la temporada de proves de Formula 1 al Circuit de Jerez i el gener de 2008, l'equip Red Bull el confirma com a pilot de proves i reserva per l'any 2008.

## 2009-2011
Després de varis tests amb l'equip Toro Rosso, Buemi es confirma com a pilot titular de Formula 1 substituint a Sebastian Vettel. Buemi comparteix equip amb Sebastien Bourdais durant mig any, i amb Jaume Alguersuari, l'altre meitat de l'any.
Durant la primera carrera de l'any, a Austràlia, Buemi va puntuar arribant en 7º lloc, aconseguint així ser el primer suís en puntuar debutant. Durant la temporada acaba puntuant en 4 de les 17 curses aconseguint 6 punts en total i acabant 18º a la classificació.
L'any 2010 millora lleugerament els seus resultats amb l'equip Toro Rosso, aconseguint 8 punts en total i acabar 16º a la classificació general.
L'any 2011 torna a millorar els resultats generals aconseguint puntuar en 7 de les 19 curses del campionat, sumant 15 punts i acabant en 15ª posició. El desembre de 2011, l'equip Toro Rosso anuncia que els seus nous pilots per l'any 2012 seran Daniel Ricciardo i Jean-Eric Vergne, deixant fora de l'equip Buemi i Alguersuari.

## 2012-2013
El gener de 2012 l'equip Red Bull va anunciar que Buemi seria el seu pilot de proves i reserva, fet que va durar també tot l'any 2013.
El mateix any 2013, el pilot suís comença a competir al Campionat Mundial de Resistència amb Toyota, acabant aquell mateix any en 7ª posició.

## 2014-Actualitat
Des de 2014, Buemi comença a participar en el campionat de Formula E, a més a més del Campionat Mundial de Resistència i les 24 hores de LeMans.A la Formula E, l'any 2014 comença ambn l'equip e.dams Renault fins a la temporada 2018-19 que passa a Nissan e.dams. Ha aconseguit bons resultats guanyant el campionat la temporada 2015-16 de Formula E i el subcampionat la temporada 2016-17. Als campionats de resistència i en les 24 hores de LeMans, sempre ha competit amb l'equip Toyota, aconseguint el campionat l'any 2014 i una 2ª posició l'any 2017. A les 24 hores de LeMans va aconseguir una 3ª posició l'any 2014 i va ser campió l'any 2018.
| Temporada | Categoria                                  | Equip                        | Curses           | Victories        | Poles            | VR               | Podis            | Punts            | Pos.             |
| --------- | ------------------------------------------ | ---------------------------- | ---------------- | ---------------- | ---------------- | ---------------- | ---------------- | ---------------- | ---------------- |
| 2004      | Fórmula BMW ADAC                           | Lars Kaufmann Motorsport     | 20               | 0                | 2                | 2                | 10               | 188              | 3º               |
| 2005      | Fórmula BMW ADAC                           | ADAC Berlin-Brandenburg e.V. | 20               | 7                | 7                | 12               | 16               | 282              | 2º               |
| 2005      | Fórmula BMW World Final                    | ADAC Berlin-Brandenburg e.V. | 1                | 0                | 0                | 0                | 1                | N/A              | 2º               |
| 2005      | Campionat d'Espanya de F3                  | Racing Engineering           | 1                | 0                | 0                | 0                | 0                | 0                | NC               |
| 2006      | Fórmula 3 Euroseries                       | ASL Mücke Motorsport         | 20               | 1                | 0                | 6                | 3                | 31               | 12º              |
| 2006      | Masters de Fórmula 3                       | ASL Mücke Motorsport         | 1                | 0                | 0                | 0                | 1                | N/A              | 3º               |
| 2006      | Fórmula Renault 2.0 NEC                    | Motopark Academy             | 8                | 2                | 1                | 1                | 6                | 172              | 7º               |
| 2006      | Eurocopa de Fórmula Renault 2.0            | Motopark Academy             | 6                | 1                | 0                | 0                | 1                | 33               | 11º              |
| 2006      | Gran Premi de Macao                        | Carlin Motorsport            | 1                | 0                | 0                | 0                | 0                | N/A              | 4º               |
| 2006-07   | A1 Grand Prix                              | A1 Team Switzerland          | 12               | 0                | 0                | 1                | 0                | 50               | 8º               |
| 2007      | Fórmula 3 Euroseries                       | ASL Mücke Motorsport         | 20               | 3                | 2                | 4                | 13               | 95               | 2º               |
| 2007      | GP2 Series                                 | ART Grand Prix               | 11               | 0                | 0                | 3                | 0                | 6                | 21º              |
| 2007      | Gran Premi de Macao                        | Räikkönen Robertson Racing   | 1                | 0                | 0                | 0                | 0                | N/A              | 11º              |
| 2008      | GP2 Asia Series                            | Trust Team Arden             | 10               | 1                | 0                | 1                | 5                | 37               | 2º               |
| 2008      | GP2 Series                                 | Trust Team Arden             | 19               | 2                | 0                | 0                | 5                | 50               | 6º               |
| 2008      | Fórmula 1                                  | Red Bull Racing              | Pilot de proves  | Pilot de proves  | Pilot de proves  | Pilot de proves  | Pilot de proves  | Pilot de proves  | Pilot de proves  |
| 2009      | Fórmula 1                                  | Scuderia Toro Rosso          | 17               | 0                | 0                | 0                | 0                | 6                | 16º              |
| 2010      | Fórmula 1                                  | Scuderia Toro Rosso          | 19               | 0                | 0                | 0                | 0                | 8                | 16º              |
| 2011      | Fórmula 1                                  | Scuderia Toro Rosso          | 19               | 0                | 0                | 0                | 0                | 15               | 15º              |
| 2012      | Campionat Mundial de Resistència de la FIA | Toyota Racing                | 1                | 0                | 0                | 0                | 0                | 0                | NC               |
| 2012      | 24 hores de Le Mans                        | Toyota Racing                | 1                | 0                | 0                | 0                | 0                | N/A              | DNF              |
| 2012      | European Le Mans Series                    | Boutsen Ginion Racing        | 1                | 0                | 0                | 0                | 0                | 0                | NC               |
| 2012      | Fórmula 1                                  | Red Bull Racing              | Pilot de proves  | Pilot de proves  | Pilot de proves  | Pilot de proves  | Pilot de proves  | Pilot de proves  | Pilot de proves  |
| 2013      | Campionat Mundial de Resistència de la FIA | Toyota Racing                | 8                | 1                | 0                | 0                | 4                | 106.25           | 3º               |
| 2013      | 24 hores de Le Mans                        | Toyota Racing                | 1                | 0                | 0                | 0                | 0                | N/A              | 2º               |
| 2013      | Fórmula 1                                  | Infiniti Red Bull Racing     | Pilot de proves  | Pilot de proves  | Pilot de proves  | Pilot de proves  | Pilot de proves  | Pilot de proves  | Pilot de proves  |
| 2014      | Campionat Mundial de Resistència de la FIA | Toyota Racing                | 8                | 4                | 2                | 3                | 7                | 166              | 1º               |
| 2014      | 24 hores de Le Mans                        | Toyota Racing                | 1                | 0                | 0                | 0                | 0                | N/A              | 3º               |
| 2014      | Fórmula 1                                  | Infiniti Red Bull Racing     | Pilot de proves  | Pilot de proves  | Pilot de proves  | Pilot de proves  | Pilot de proves  | Pilot de proves  | Pilot de proves  |
| 2014-15   | Fórmula E                                  | e.dams Renault               | 11               | 3                | 3                | 1                | 5                | 143              | 2º               |
| 2015      | Campionat Mundial de Resistència de la FIA | Toyota Racing                | 8                | 0                | 0                | 0                | 1                | 79               | 5º               |
| 2015      | 24 hores de Le Mans                        | Toyota Racing                | 1                | 0                | 0                | 0                | 0                | N/A              | 8º               |
| 2015      | Fórmula 1                                  | Infiniti Red Bull Racing     | Pilot de proves  | Pilot de proves  | Pilot de proves  | Pilot de proves  | Pilot de proves  | Pilot de proves  | Pilot de proves  |
| 2015-16   | Fórmula E                                  | Renault e.dams               | 10               | 3                | 3                | 5                | 6                | 155              | 1º               |
| 2016      | Campionat Mundial de Resistència de la FIA | Toyota Gazoo Racing          | 9                | 0                | 0                | 0                | 1                | 60               | 8º               |
| 2016      | 24 Hores de Le Mans                        | Toyota Gazoo Racing          | 1                | 0                | 0                | 0                | 0                | N/A              | NC               |
| 2016      | Fórmula 1                                  | Red Bull Racing              | Pilot de reserva | Pilot de reserva | Pilot de reserva | Pilot de reserva | Pilot de reserva | Pilot de reserva | Pilot de reserva |
| 2016-17   | Fórmula E                                  | Renault e.dams               | 10               | 6                | 2                | 1                | 6                | 157              | 2º               |
| 2017      | Campionat Mundial de Resistència de la FIA | Toyota Gazoo Racing          | 9                | 5                | 0                | 1                | 7                | 183              | 2º               |
| 2017      | 24 Hores de Le Mans                        | Toyota Gazoo Racing          | 1                | 0                | 0                | 1                | 0                | N/A              | 8º               |
| 2017      | WeatherTech SportsCar Championship         | Rebellion Racing             | 2                | 0                | 0                | 0                | 0                | 45               | 26º              |
| 2017      | Fórmula 1                                  | Red Bull Racing              | Pilot de reserva | Pilot de reserva | Pilot de reserva | Pilot de reserva | Pilot de reserva | Pilot de reserva | Pilot de reserva |
| 2017-18   | Fórmula E                                  | Renault e.dams               | 12               | 0                | 3                | 0                | 4                | 125              | 4º               |
| 2018      | 24 hores de LeMans                         | Toyota Gazoo Racing          | 1                | 1                | 1                | 1                | 1                | N/A              | 1º               |
| 2018      | Fórmula 1                                  | Aston Martin Red Bull Racing | Pilot de reserva | Pilot de reserva | Pilot de reserva | Pilot de reserva | Pilot de reserva | Pilot de reserva | Pilot de reserva |
| 2018-19   | Campionat Mundial de Resistència de la FIA | Toyota Gazoo Racing          | 13               | 1                | 3                | 0                | 4                | 119              | 2º               |
| 2018-19   | Fórmula E                                  | Nissan e.dams                | 8                | 5                | 4                | 0                | 7                | 198              | 1º               |
| 2022–23   | Fórmula E                                  | Envision Racing              | 3                | 0                | 1                | 0                | 0                | 31*              | 3º*              |
| 2023      | Campionat Mundial de Resistència de la FIA | Toyota Gazoo Racing          |                  |                  |                  |                  |                  |                  |                  |
| 2023      | 24 hores de Le Mans                        | Toyota Gazoo Racing          |                  |                  |                  |                  |                  |                  |                  |
| 2023      | Fórmula 1                                  | Oracle Red Bull Racing       | Pilot de reserva | Pilot de reserva | Pilot de reserva | Pilot de reserva | Pilot de reserva | Pilot de reserva | Pilot de reserva |